# 석태수
석태수(石泰壽, 1955년 11월 3일 ~ , 충청남도 아산시)는 대한민국의 기업인, 경영인으로서, 주식회사 한진의 대표이사 사장을 거쳐 한진칼 대표이사, 대한항공 부회장을 맡고 있다.  그밖에 통합물류협회의 회장으로도 선출되었다.

## 학력
- 경기고등학교
- 서울대학교 경제학과 경제학 학사
- MIT 경영대학원 경영학 석사

## 경력
- 대한항공 경영기획실 부실장
- 대한항공 경영계획실 실장 상무
- 대한항공 미주지역본부 본부장 상무
- 대한항공 전무
- 한진 대표이사
- 한진드림익스프레스 대표이사
- 한진해운 대표이사 사장
- 한진칼 대표이사 사장
- 대한항공 부회장
- 통합물류협회 회장
- 대한항공 회장 직무대리

## 같이 보기
- 조양호
- 서용원
- 김종선
- 우기홍

| 전임 조양호 | 한진칼 회장 직무대리 2019년 3월 29일 ~ 2019년 4월 24일 | 후임 조원태 |

| 전임 조양호 | 제3대 한진그룹 총수 2019년 3월 27일 ~ 2019년 4월 24일 | 후임 조원태 |

| 전임 이명희 (신세계 세덱스 총수) | 한진 한덱스 총수 2008년 ~ |  |

| 전임 조양호 | 제5대 한진해운 총수 2016년 4월 25일 ~ 2016년 8월 31일 | 후임 김진한 (관재인) 파산신청으로 정부관리 |

| 전임 김종선 | 대한항공 부회장 2018년 4월 22일 ~ 2019년 3월 27일 |  |

| 전임 김종선 | 한진그룹 부회장 2018년 4월 22일 ~ 2019년 3월 27일 |  |

| 전임 (신설) | 초대 한진칼 부회장 2018년 4월 22일 ~ 2019년 3월 29일 |  |

| 전임 석태수 | 제2대 한진칼 부회장 2019년 3월 29일 ~ | 후임 현직 |